# تینتیاوا
تینتیاوا (به بلغاری: Tintyava) یک منطقهٔ مسکونی در بلغارستان است که در شهرستان کروموفگراد واقع شده‌است.